# 百武俊吉
百武 俊吉（ひゃくたけ しゅんきち、1897年（明治30年）7月17日 - 1937年（昭和12年）10月6日）は、大日本帝国陸軍の軍人。最終階級は陸軍大尉。満洲事変の際派遣された臨時派遣第1戦車隊の隊長となり、創成期の日本陸軍機甲部隊を率いた人物として知られる。

## 生い立ちと第1戦車隊時代
1897年（明治30年）7月17日、佐賀県佐賀市に、龍造寺四天王の一人・百武賢兼を始祖とする百武家第12代の百武兼景の次男として生まれる。陸軍士官学校第33期生。卒業後は陸軍第18師団下の歩兵第55連隊付将校となる。1927年（昭和2年）には日本陸軍初の戦車隊である久留米の第1戦車隊に異動した。
当時、戦車は新兵器であり、明確な運用方法も定まっていなかった。1927年といえば列強に遅れること約10年、ようやく国産第一号である試製1号戦車が作られた年でもある。そんな中で第一戦車隊中隊長である吉松寺蔵は第一次世界大戦で大々的に戦車を運用し、イギリスと並んで戦車の本場であったフランスに2年間留学した。帰国後はフランスで学んだ最新の戦術を百武ら若い将校たちに伝えた。
百武と共に講義を受けた将校の中には、後の陸軍機甲部隊を指揮する人物が多数いた。その一例を挙げる。
- 重見伊三雄

独立戦車第2中隊長(第一次上海事変)～戦車学校教官～戦車第9連隊～戦車第3旅団長（太平洋戦争中）。太平洋戦争末期のルソン島の戦いで1945年1月27日夜米軍陣地に対し戦車による切り込みを敢行し戦死。最終階級少将。
- 前田孝夫

独立戦車第2中隊第4小隊長～石井戦車集団第二戦車群長(南昌作戦時)～戦車第3旅団戦車第7連隊長（太平洋戦争中）。1945年1月27日、重見旅団長と共に戦死。最終階級中佐。
- 原田一夫

独立戦車第2中隊第1小隊長～独立混成第1旅団戦車第3大隊第1中隊長～戦車第10連隊長（太平洋戦争中）

## 臨時派遣第1戦車隊、派遣されてから1年の悲哀
1931年（昭和6年）満洲事変の勃発に伴い、同年12月17日には第1戦車隊と千葉の歩兵学校教導戦車隊からルノー FT-17軽戦車やルノー NC27軽戦車をかき集め、臨時派遣第1戦車隊が編成された。そして、同隊の戦車隊長には百武が選ばれた。
装備車両は当初、前述のように外国からの輸入車が中心であったが、逐次、新鋭の八九式中戦車（厳密には初期生産型の「八九式軽戦車」）に置き換えられた。
〈臨時派遣第1戦車隊の編制〉
- 第1小隊　指揮官永山中尉　八九式軽戦車3輌
- 第2小隊　指揮官堀場中尉　　　　〃
- 第3小隊　指揮官米田中尉　　　　〃
- 第4小隊　指揮官神田少尉　九二式重装甲車2輌
- 本部　八九式軽戦車1輌
- 段列　　　　〃

その他、本部などにサイドカー3輌・乗用車1輌・装甲自動車1輌・トラック7輌・整備機材運搬トラック1輌
講義で習った戦術を広い大陸の戦場で実践してみせる、と意気込んで出発したものの、前述の通り当時最新鋭兵器である戦車に対し、上層部は確固たる運用法を見出せていなかった。結局派遣されてからの1年間、戦車隊は「こま切れ」的な運用をされ、ひどい時には「戦車隊（1輌）は、歩兵の戦闘支援」という命令が出るほどであり、百武ら若い戦車将校が胸を高鳴らせた第一次世界大戦の数々の戦車戦とはまったく異なる現実があった。

## 陸軍初の機甲運用、熱河作戦

### 川原挺身隊と百武戦車隊の編成
こうした状況に変化が起こったのは1933年（昭和8年）3月1～4日にかけて行われた熱河作戦であった。この作戦で注目すべきは、作戦開始地点である熱河省東部の町朝陽から目標地点である同省の首都承徳までは鉄道が通じておらず、しかも作戦地域が山岳地帯であることであった。
この状況を受け関東軍は、第8師団内に川原少将率いる自動車化挺身隊（トラックで移動する自動車化歩兵部隊）である「川原挺身隊」を作り、その支援として百武戦車隊（臨時派遣隊全部ではなく、八九式軽戦車5輌、九二式重装甲車2輌の編制）を当てることとした。ここに百武中尉が夢見た戦車の集団運用、しかも自動車化歩兵のおまけが付くという、願ってもない状況が生み出された。
作戦の発動は3月1日だったが、戦場までの悪路のため、八九式軽戦車は次々と落伍していった。その為、結果として活躍したのは機動力に勝る九二式重装甲車であった。以下に主な戦いを挙げる。

### 3月1～2日の夜間にかけて行われた葉柏寿進出・敵情偵察
本作戦は日本陸軍初の戦車による夜間作戦であった。距離にしてわずか5kmであったが、一寸先も見えない暗闇、そして中間地点には幅約50mの河が横切っていた。戦車1輌と装甲車2輌の戦力で、サーチライトも装備していない状況で、周囲偵察はエンジンを止め、車内灯を消すことで行った。幸い零下20度の気温で河は凍っており、中国軍の散発的な銃撃を受けつつも車長の徒歩誘導により対岸に戦車を移すことに成功し、一気に敵陣に突入したが、中国軍は既に退却しており、反撃はなかった。
結果からすれば軽戦ともいえるが、限られた装備で前例のない夜間行動を成し遂げたことは一筆に値する。

### 3月2～3日にかけて行われた中国軍砲兵第101団第1営の追撃戦
前述の戦闘に引き続き行われた戦闘である。稼働車両が装甲車1輌のみだったので、追撃部隊である歩兵第17連隊から九二式重装甲車1輌を借りたが、それでも戦力は装甲車2輌、乗用車1輌、トラック1輌のみであった。ただ、機動力が重要となる追撃戦闘だったこともあり、機動力に優れる装甲車はその能力を遺憾なく発揮した。百武大尉、兵1名が負傷したが、中国軍に戦死500名、負傷1000名（あくまで日本側の記録による）の損害を与え、壊滅させた。追撃距離は実に140kmに及んだ。
このように百武大尉はその指揮能力を遺憾なく発揮した。同月4日の承徳攻略でも歩兵に先駆け市内に突入している。

## 独立混成第1旅団時代と戦死
上記の結果、戦車隊の威力を認識できた日本陸軍上層部は、1934年（昭和9年）、日本初の本格的な機甲部隊である独立混成第1旅団を誕生させた。百武大尉も第2中隊長として加わり、九二式重装甲車隊を指揮した。
1937年（昭和12年）には朔県において10月2日に行われた万里の長城突破戦に参加し、重装甲車隊を指揮し歩兵を援護しつつ突破に貢献した。ただ、その次に行われた原平鎮の戦闘では、指揮をとった第5師団司令部が堅固な防御陣地の正面に戦車を使うという誤った運用をした上、中国側が対戦車砲を使用し始めたため苦しい戦いとなった。そして同月6日、陸軍戦車隊の礎を築いた百武大尉は戦死している。享年40。

## 栄典
- 1937年（昭和12年）10月15日 - 正六位[4]

## 参考
- 『激闘戦車戦-鋼鉄のエース列伝』　土門周平/入江忠国　著（光人社NF文庫）1999年。